# 入江運動公園
入江運動公園（いりえうんどうこうえん）は、北海道室蘭市にある公園。

## 概要
1981年度（昭和56年度）から事業着手した公園。日本陸上競技連盟第2種公認の競技場はじめ、多目的運動広場や芝生広場（野外ステージあり）、子供の広場などがあり、1994年（平成6年）には温水プールがオープンした。公園内には1987年（昭和62年）に「全国グッドトイレ10」入賞のさわやかトイレ第1弾となる「公会堂トイレ」のほか、「高架桟橋トイレ」「秋田屋電気店トイレ」がある。また、北海道内の著名な彫刻家による室蘭のシンボル彫刻像14点を設置している。
2022年（令和4年）、老朽化していた室蘭市体育館に代わる施設として、公園内に総合体育館が開館した。

## 施設
陸上競技場（日鋼室蘭スポーツパーク）
温水プール（TETSUGEN温水プール）
テツゲンが命名権を取得し、「TETSUGEN温水プール」の名称となった。契約期間は2023年12月1日から2033年11月30日の10年間。
- 25mプール
  - 日本水泳連盟公認[10]
  - 8コース（25m×16.5m）[11]
  - 水深1.2m〜1.35m[11]
  - ウォーキングコース[11]
  - プールフロア（赤台）コース（水深80cm〜95cm）[11]
- 児童プール
  - 15m×最大幅7m（変形）[11]
  - 水深75cm[11]
- 幼児プール
  - 面積50.3m²[11]
  - 水深55cm[11]
  - すべり台、プール用おもちゃ[11]
- ジャグジー[11]
- 採暖室[11]
- 会議室（収容人員約60名）[11]
- 2階ギャラリー（約80名収容の観覧席）[11]
- ロビー・ホール[11]

総合体育館（㊆栗林商会アリーナ）
栗林商会が命名権を取得し、「㊆栗林商会アリーナ」の名称となった。契約期間は2022年4月1日から2027年3月31日の5年間。
- メインアリーナ
- 多目的ホール
- スタジオA・B
- トレーニング室
- ランニングコース
- 大会議室・小会議室
- 交流サロン・キッズスペース
- 事務室

子供の広場
- ちびっ子タウン[6]
- ちびっ子ファーム[6]
- 水の広場冒険の山[6]
- 三角の森[6]

### 過去の施設
多目的運動広場・芝生広場
- 天然芝のグラウンド2面を有していた。
- 芝の状態の悪化により養生に必要な時間が延び、稼働状況が低下していることから、市内の別の位置にある祝津公園に人工芝グラウンド（もとは土のグラウンドであった）を整備し代替とするものとした[13]。
- 芝生広場の跡地には前述の総合体育館が建設された[14]。多目的運動広場の跡地には、市が運営している他のテニスコートを移転集約する形でテニスコートを建設する予定である[15]。

## 彫刻
室蘭港の開港110年と室蘭市の市制施行60年を記念して「室蘭にシンボルを創る市民の会」が発足。室蘭の過去、現在、未来を考えて北海道内の彫刻家14人に制作を依頼。建設資金は街頭募金や寄付により目標額を達成した。
- 佐藤範夫『拓（たく）』
- 斉藤一明『萌（ほう）』
- 熊谷紀子『逍（しょう）』
- 丸山隆『連（れん）』
- 二部黎『燦（さん）』
- 板津邦夫『焔（えん）』
- 高橋昭一『溶（よう）』
- 中江紀洋『沃（よく）』
- 本田明二『翔（しょう）』
- 米坂ヒデノリ『黎（れい）』
- 小石巧『浪（ろう）』
- 國松明日香『煌（こう）』
- 砂澤ビッキ『歓（かん）』
- 高橋昭五郎『煥（かん）』

## 参考資料
- “室蘭市都市公園条例”. 室蘭市例規集.  室蘭市. 2016年8月4日閲覧。
- “室蘭市都市公園条例施行規則”. 室蘭市例規集.   室蘭市. 2016年8月4日閲覧。